# Erdélyi Dániel (rendező)
Erdélyi Dániel (Budapest, 1973. augusztus 21. –) Camera Hungária-díjas magyar rendező, forgatókönyvíró.

## Tanulmányok
- 2013 Színház- és Filmművészeti Egyetem, Színházi nevelés szak
- 2011 European Film Academy, 3D Storytelling Masterclass
- 2009 ScriptEast, forgatókönyvíró mesterkurzus
- 2002 Diploma, Film- és Televíziórendező MA
- 1995–2000 Színház- és Filmművészeti Egyetem, Film- és Televíziórendező tanszak. Osztályvezető tanár: Simó Sándor
- 1991–1993 Liszt Ferenc Zeneművészeti Főiskola, Hangszerész tanszak

## Rendezések

### Színházi rendezések
- 2015 Negyvenen vagyok – Millenáris. Hujber Ferenc One-man showja, írta Banner Szűcs Lóránd
- 2016 Koronázás – Púder Bárszínház és Galéria Írta: Marek Modzelewski
- 2018 Levesben – Magyarországi Nemzetiségek Színházi Társulata, Nemzeti Színház Írta: Troján Tünde és a társulat

### Játékfilmek
- 2002 Előre! (90 min, 35mm)

Egy barátság története a 80-as évekből. Szerelem és gyülölet a rendszerváltás előtt. Fsz.: Marozsán Erika, Gáspár Sándor, Váta Loránd – DUNA TV, 33.Magyar Játékfilmszemle, 9. Palicsi Nemzetközi Filmfesztivál, Mumbay International Filmfestival, New Wawe in Hungary, Washington D.C.

### Kisjátékfilmek
- 1996 Második generáció

Egy hátrányos helyzetű roma anya a pesti Dzsumbujból. Miután élettársa börtönbe kerül, hét gyermeke nevelőintézetbe kerül. Hiábavaló és elkeseredett küzdelmet folytat gyermekei visszaszerzése érdekében.
- 1997 Nyárelő (20 min)

Egy nyári éjszaka meséje. Fsz.: Timkó Eszter – 31.Magyar Játékfilmszemle
- 1999 Sampion (10 min, 35 mm)

Robi és Gizda tragikus esete a nagybácsival. Fsz: Prakter Mariann, Vécsi Tibi, Gera Zoltán- Helsinki: Illumination 2000, München: Kurzfilm Festival, Bologna: Mostra delle Scuola Europee di Cinema, Beograd: Festival Studentskog Filma, Bécs: Pilvax Shortfestival
- 1999 Napej (5 min, 16mm)

Szubjektív dokumentum etűd  egy különös természeti eseményről. – OFF különdíj
- 2007 411-Z (6 min, 35mm)

Az uszály megy és a fedélzetén katasztrófa történik. De ki veszi észre? Fsz: Bezerédi Zoltán, Kelemen József, Gellén Kata – 37. Magyar Játékfilm Szemle, Cannes Nemzetközi Filmfesztival, Amiens Nemzetközi FilmfesztiválBadalona Filmets, Barcelona Alternativa, Bilbao Dokumentum és Rövidfilm Fesztivál, Bolzano No Words, Casasalenda Molise Cinema, Essone Cinessonne, Isztambul Nemzetközi Rövidfilmnapok, Lucca Filmfesztivál, Marosvásárhelyi Alternative, Nancy Aye-Aye Filmfesztivál, Reykjavik Shorts, Varsó Nemzetközi Filmfestival
- 2008 Időzavarban (HBO – A Született lúzer sorozat második évfolyamának része)

Fsz: Kálloy Molnár Péter, Mák Zita
- 2008 Fehér Golyó (HBO – A Született Lúzer sorozat második évfolyamának része)

Fsz: Kardos Róbert, Schlanger András, Róbert Gábor
- 2009 Magasfeszültség

A társadalom mára teljesen kettészakadt, de egymás mellett él. Amikor az űrkorszak és a gyüjtögetők társadalma találkozik, csak katasztrófa történhet.Fsz: Fátyol Hermina, Bogdán Árpád, Kardos Róbert – Több mint 20 filmfesztiválon szerepelt a film, többek között Magyar Filmszemle, Shanghai International Film Festival, Bilbaoo International Filmfestival, stb.
- 2013 103 Szerda

Mintha most válság lenne, mintha mindenki menni akarna... De hogy volt ez korábban? Nem felejt az ember gyorsabban, mint kellene? A magyar történelem válságok krónikája, és az állandó elvágyódásé. Két ember, négy élethelyzet, négy korszak. Minden más, és mégis ugyanaz. Fsz: Losonci Kata, Róbert Gábor
- 2018 Becsületes Megtaláló

Kisjátékfilm, főszerepben Pokorny Lia és Stubnya Béla

### Televíziós rendezések
- Beugró X (2017) Filmservice

Improvizációs színházi játék és televízió műsor. Szereplők: Rudolf Péter, Pokorny Lia, Kálloy Molnár Péter, Szabó Győző, Novák Péter
- Mindenből egy van (2011-2012) Filmservice/MTVA

Improvizációs színházi játék, mely a rögtönzés, és egy sitcom erényeit ötvözi.
Fsz: Rudolf Péter, Nagy Kálózy Eszter, Scherer Péter, Oroszlán Szonja
- A Comedy Central bemutatja (2009-2010)  Comedy Central

Műsor a stand-up comedy legnagyobb hazai sztárjaival.
- Beugró (2008-2012) Filmservice

Improvizációs színházi játék és televízió műsor. Szereplők: Rudolf Péter, Pokornyi Lia, Kálloy Molnár Péter, Szabó Győző, Novák Péter
- Golyók a falban (2006) Filmservice

Az ötvenhatos forradalom ötvendik évfordulójára készített filmben a Kossuth téri vérengzés mindmáig feldolgozatlan eseményeiről szól a film. Az eseményeket túlélők és szakértők idézik fel.
A film az RTL KLUB műsorán szerepelt, illetve a Filmszemle információs programjában.
- Szeress most! tv-sorozat (2004) Grundy-UFA/RTL KLUB

Rendező – 16 rész
- Limonádé tv-sorozat (2002) Filmservice/RTL KLUB

Rendező – 9 rész
- Valaki kopog – A katona (1998) Hunnia/TV2

Török Sándor Valaki kopog c. regényéből készült sorozat nyitó darabja.
Fsz: Marozsán Erika, Rába Roland, Hollósi Frigyes
DUNA TV, TV2, 32. Magyar Játékfilmszemle, Filmmúzeum

## Forgatókönyvek
- 2000 Előre!

A forgatókönyv megírását az NKA támogatta 2001-ben. A forgatókönyvből készült játékfilmet 2002-ben mutatták be a hazai mozik.
- 2004 Üres csizmácskák éjszakája Társíró: Cserna-Szabó András

A Hartley-Merill forgatókönyv pályázat harmadik helyezettje 2007-ben.
- 2005 Mélyből Társíró: Szabó Tamás

A Manheim Meeting forgatókönyvfórum hivatalos résztvevője 2005-ben.
- 2007 Security

A forgatókönyv megírását az NKA támogatta, majd a Scripteast forgatókönyv-fejlesztő kurzuson vett részt.
- 2006 411-Z
- 2008 Magasfeszültség
- 2011 103 Szerda

## Díjak
- Camera Hungária, 2012
- Ezüst Effie, 2007
- OFF közönségdíj, 2001